# Rullende fortov
Et rullende fortov er et langsomtgående rullebånd, som bruges til at transportere mennesker.
Man kan enten gå på det eller stå stille, ligesom på en rulletrappe.
Ofte etableres rullende fortove parvis – et til hver retning.
Rullende fortove bruges ofte i lufthavne hvor der er en lang distance at gå mellem terminalerne, samt på visse metro-stationer i udlandet. Når metrostationen Nordhavn åbner i 2020, vil den som den første danske station have rullende fortov i gangtunnellen mellem metroens og S-togets perroner.
Hastigheden er typisk 3 km/t, men der eksisterer rullende fortove med hastigheder på op til 9 km/t på stationen Gare Montparnasse i Paris.

## Ulykker
Mindst en person er omkommet som følge af brugen af et rullende fortov: Sally Baldwin, en professor på University of York, blev knust til døde på Tirburtina Station i Rom den 23. oktober 2003. Et rullende fortov kollapsede, og professoren blev trukket ind i tandhjulene.